# Draganić (Rojcsa)
Draganić (1981-ig Draganić Gudovački) falu Horvátországban Belovár-Bilogora megyében. Közigazgatásilag Rojcsához tartozik.

## Fekvése
Belovártól légvonalban 9, közúton 10 km-re északnyugatra, községközpontjától 2 km-re északkeletre, Rojcsa és Kakinac között, a Bilo-hegység lejtőin, a Konjska- és a Bukovac-patakok közötti magaslaton fekszik.

## Története
A több évtizedes török uralom után a területre a 17. századtól folyamatosan telepítették be a keresztény lakosságot. A település 1774-ben az első katonai felmérés térképén a falu „Dorf Draganich” néven szerepel. A település katonai közigazgatás idején a kőrösi ezredhez tartozott.
A település Lipszky János 1808-ban Budán kiadott repertóriumában „Draganich” néven szerepel.
Nagy Lajos 1829-ben kiadott művében „Draganich” néven 10 házzal, 18 katolikus és 60 ortodox vallású lakossal találjuk.
A katonai közigazgatás megszüntetése után Magyar Királyságon belül Horvátország részeként, Belovár-Kőrös vármegye Belovári járásának része volt. A településnek 1857-ben 73, 1910-ben 159 lakosa volt. Az 1910-es népszámlálás szerint lakosságának 62%-a szerb, 36%-a horvát anyanyelvű volt. 1918-ban az új szerb-horvát-szlovén állam, majd később Jugoszlávia része lett. 1941 és 1945 között a németbarát Független Horvát Államhoz, majd a háború után a szocialista Jugoszláviához tartozott. A háború után a fiatalok elvándorlása miatt lakossága folyamatosan csökkent. 1991-től a független Horvátország része. 1991-ben lakosságának 86%-a horvát, 14%-a szerb nemzetiségű volt. 2011-ben a településnek 95 lakosa volt.

## Lakossága
| Lakosság változása | Lakosság változása | Lakosság változása | Lakosság változása | Lakosság változása | Lakosság változása | Lakosság változása | Lakosság változása | Lakosság változása | Lakosság változása | Lakosság változása | Lakosság változása | Lakosság változása | Lakosság változása | Lakosság változása | Lakosság változása |
| ------------------ | ------------------ | ------------------ | ------------------ | ------------------ | ------------------ | ------------------ | ------------------ | ------------------ | ------------------ | ------------------ | ------------------ | ------------------ | ------------------ | ------------------ | ------------------ |
| 1857               | 1869               | 1880               | 1890               | 1900               | 1910               | 1921               | 1931               | 1948               | 1953               | 1961               | 1971               | 1981               | 1991               | 2001               | 2011               |
| 73                 | 73                 | 95                 | 102                | 167                | 159                | 154                | 159                | 140                | 142                | 128                | 141                | 135                | 111                | 117                | 95                 |